# Буктрейлер
Буктрейлер - це короткий відеоролик, який розповідає у довільній художній формі про якусь книгу. Мета таких роликів - реклама свіжовийшов книг і пропаганда читання, привернення уваги до книг за допомогою візуальних засобів, характерних для трейлерів до кінофільмів. Як правило, тривалість буктрейлера становить трохи більше 3 хвилин. Такі ролики знімають як до сучасних книг, так і до книг, які стали літературною класикою. Більшість буктрейлерів викладається на популярні відеохостинги, що сприяє їхньому активному поширенню в мережі Інтернет. Головне завдання буктрейлера – зацікавити та здивувати майбутнього читача, привернути увагу до сюжетної лінії та героїв художнього твору. Під час створення буктрейлера можна використовувати відео, ілюстрації, фотографії, обкладинки книг.